# Bibliotecas Municipales de La Coruña

Las Bibliotecas Municipales de La Coruña están formadas por un servicio central de coordinación y ocho bibliotecas municipales de la ciudad española de La Coruña.

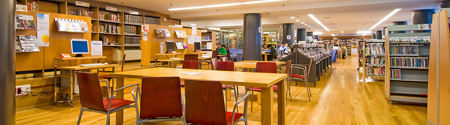
Bibliotecas Municipales de La Coruña

## Estructura

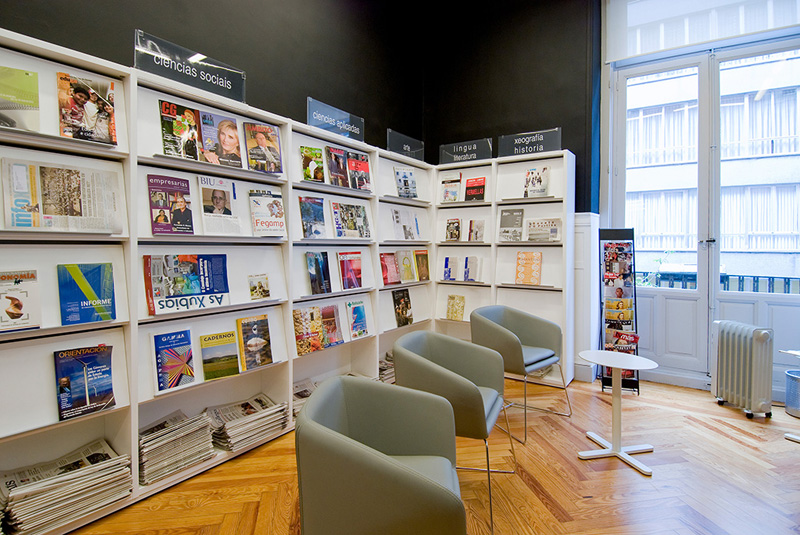
Biblioteca Municipal de Estudios Locales (La Coruña)

Las Bibliotecas Municipales de La Coruña están constituidas por 8 centros, de los cuales seis tienen un carácter generalista ─ Ágora, Castrillón, Forum Metropolitano, Monte Alto, Los Rosales y Sagrada Familia─ y dos de fondo especializado ─Infantil-Juvenil y Estudios Locales. Las bibliotecas, distribuidas por toda la ciudad cuentan con material en distinto soportes: libros, CD, DVD, revistas, etc., disponen de conexión pública gratuita a internet y están abiertas de lunes a sábados durante 12 horas diarias.
Administrativamente, las bibliotecas municipales se inscriben en la Concejalía de Cultura del Ayuntamiento de La Coruña.
Además de las bibliotecas municipales la ciudad cuenta con las universitarias, la Biblioteca Pública Provincial de la Diputación de La Coruña y la Biblioteca Pública del Estado "Miguel González Garcés".

## Servicios

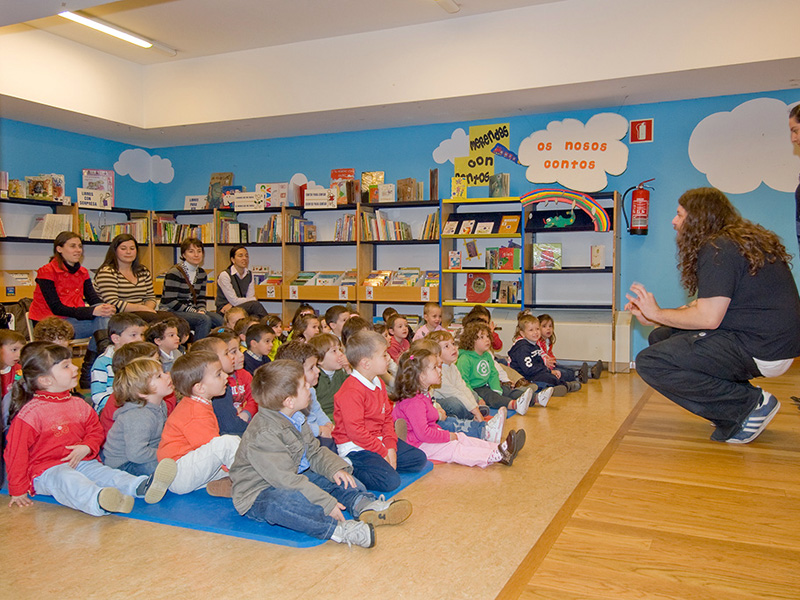
Conociendo la biblioteca desde pequeños

Los servicios que ofrecen las bibliotecas son:
- Salas infantiles y para adultos
- Consulta en sala
- Catálogo informatizado
- Préstamo a domicilio
- Acceso a internet y bases de datos gratuito
- Wi-Fi
- Atención a personas sordas
- Atención a personas con movilidad reducida
- Atención a bibliotecas escolares.
- Aulas de formación informática
- Referencia virtual
- Préstamo interbibliotecario

## Servicios virtuales

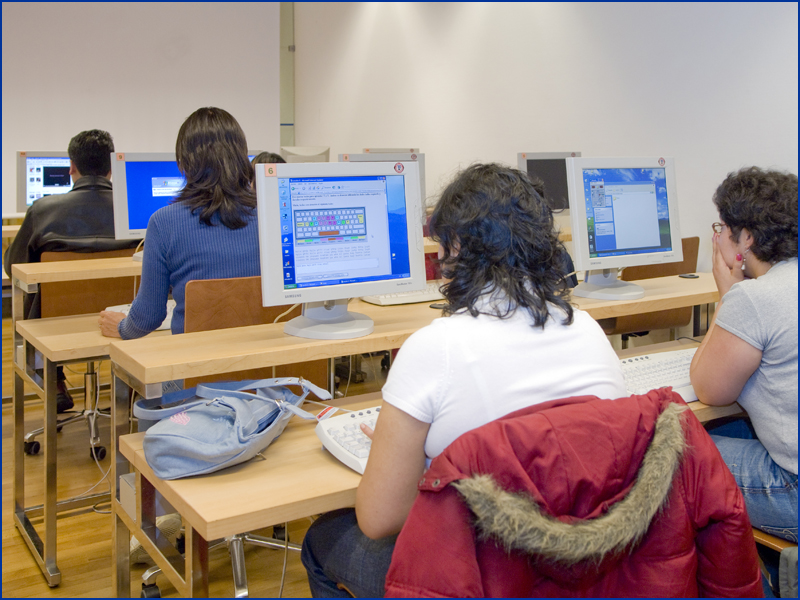
Curso de Internet en áula de biblioteca

La web del servicio municipal permite realizar diversas gestiones de manera virtual, tales como la consulta del catálogo en línea, la renovación de préstamos, la realización de reclamaciones y sugerencias o la inscripción dentro de la propia red de bibliotecas. Dispone también de recursos electrónicos en línea dirigidos principalmente a jóvenes y adolescentes.
Los clubes de lectura presenciales disponen cada uno de un blog para su gestión y comunicación. Existe también un Club Virtual de lectura que desarrolla todas sus actividades de forma virtual utilizando un Blog como plataforma.
Teniendo en cuenta el volumen del préstamo de cómics y la importancia cualitativa y cuantitativa del fondo, las bibliotecas municipales crearon Fancómic un blog dedicado a este género, con especial dedicación a Galicia, que sirve de punto de encuentro de usuarios, autores, libreros y bibliotecarios.
El sistema de bibliotecas participa también del servicio de referencia virtual Pregunte, las bibliotecas responden en colaboración con otras bibliotecas públicas de España.
El servicio SMS de las bibliotecas permite a los ciudadanos de una forma completamente gratuita estar puntualmente informados de las actividades preferidas que se celebran en nuestros centros a través del Servicio de mensajes cortos a sus móviles.

## Enlaces externos

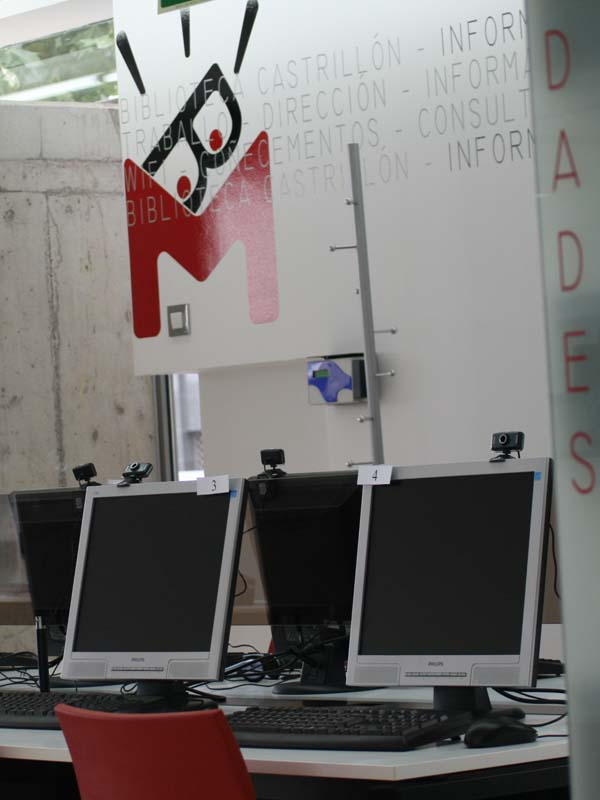
Ordenadores de acceso público

## Actividades

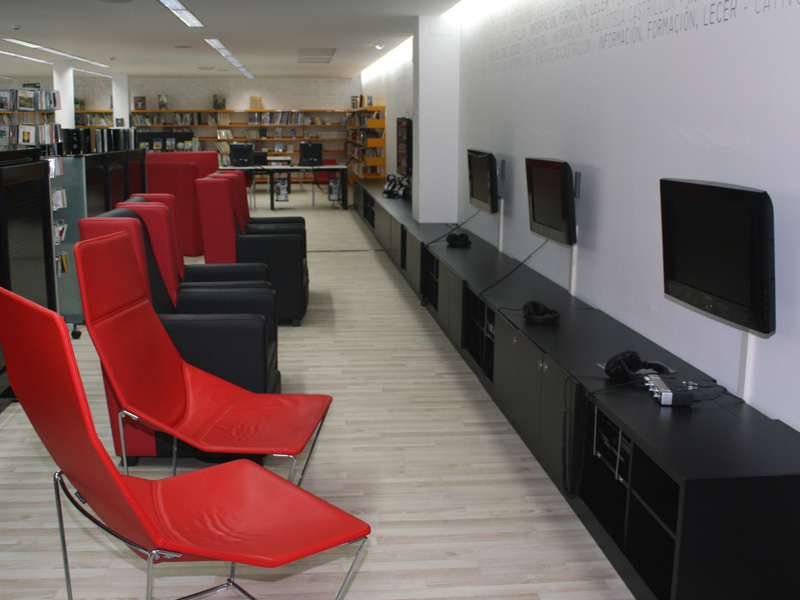
Espacios audiovisuales

Algunas de las actividades llevadas a cabo en estos centros comprenden:
- Cuentacuentos infantiles
- Alfabetización digital
- Alfabetización para mayores
- Cursos de español
- Clubes de lectura
- Muestras bibliográficas
- Visitas a la biblioteca
- Talleres
- Conferencias y recitales
- Concursos